# القلب له أحكام (فلم)
القلب له أحكام: فيلم مصري، تم إنتاجه عام 1956. من إخراج حلمي حليم، وبطولة: فاتن حمامة وأحمد رمزي.
تقع أحداث الفيلم بين منطقة الزمالك التي يسكنها الطبقة الارستقراطية ومنطقة روض الفرج ذات الطابع الشعبي ويسكنها أبناء البلد

## تمثيل
- فاتن حمامة
- أحمد رمزي
- عبد السلام النابلسي
- عبد الفتاح القصري
- زينات صدقي
- سميحة أيوب
- سراج منير
- زينب صدقي
- استيفان روستي
- ميمي شكيب

## وصلات خارجية
- مقالات تستعمل روابط فنية بلا صلة مع ويكي بيانات
- مشاهدة "القلب له أحكام" في سينموز